# 費伊鎮區 (北達科他州伯克縣)
費伊鎮區（英語：Fay Township）是位於美國北達科他州伯克縣的一個鎮區。

## 地方資料
費伊鎮區的面積為92.96平方千米，當中陸地面積為92.86平方千米，而水域面積為0.10平方千米。根據2020年美國人口普查的數據，當地共有人口29人，而人口密度為每平方千米0.31人。